# Standards Combustion
Standards Combustion ist ein Jazzalbum von Daunik Lazro, Benjamin Duboc und Mathieu Bec. Die am 17. und 18. November 2022 im Veranstaltungsort Les Instants Chavirés in Montreuil entstandenen Aufnahmen erschienen am 1. Dezember 2023 auf dem Label Dark Tree.

## Hintergrund
Auf ihrem Album Standards Combustion spielte das französische Trio aus Saxophonist Daunik Lazro, Bassist Benjamin Duboc und Schlagzeuger Mathieu Bec eine Reihe von Standards und weiteren Fremd- und Eigenkompositionen. Dies waren „Ghosts“ and „Mothers“ von Albert Ayler, „Deadline“ von Steve Lacy, „Nefertiti“ von Wayne Shorter (das vom gleichnamigen Miles-Davis-Album von 1968 stammt) sowie die Stücke „Vigil“ und „Love“ von John Coltrane (Meditations, aufgenommen 1965). „Line Uo for Lacy“ schrieb Daunik Lazro, „R.Métégal“ und „Tight Rope“ stammt von Mathieu Bec, Benjamin Duboc and Daunik Lazro.

## Titelliste
- Daunik Lazro, Benjamin Duboc & Mathieu Bec: Standards Combustion (Dark Tree DT18)[1]

1. Ghosts (Albert Ayler) 3:54
2. Deadline (Steve Lacy) 5:00
3. Mothers (Albert Ayler) 3:35
4. Nefertiti (Wayne Shorter) 5:02
5. Line Up for Lacy (Lazro) 5:43
6. R.Métégal 5:54
7. Vigil (John Coltrane) 5:35
8. Tight Rope 1:58
9. Love (John Coltrane) 4:50

Wenn nicht anders vermerkt, stammen die Kompositionen von Mathieu Bec, Benjamin Duboc and Daunik Lazro.

## Rezeption

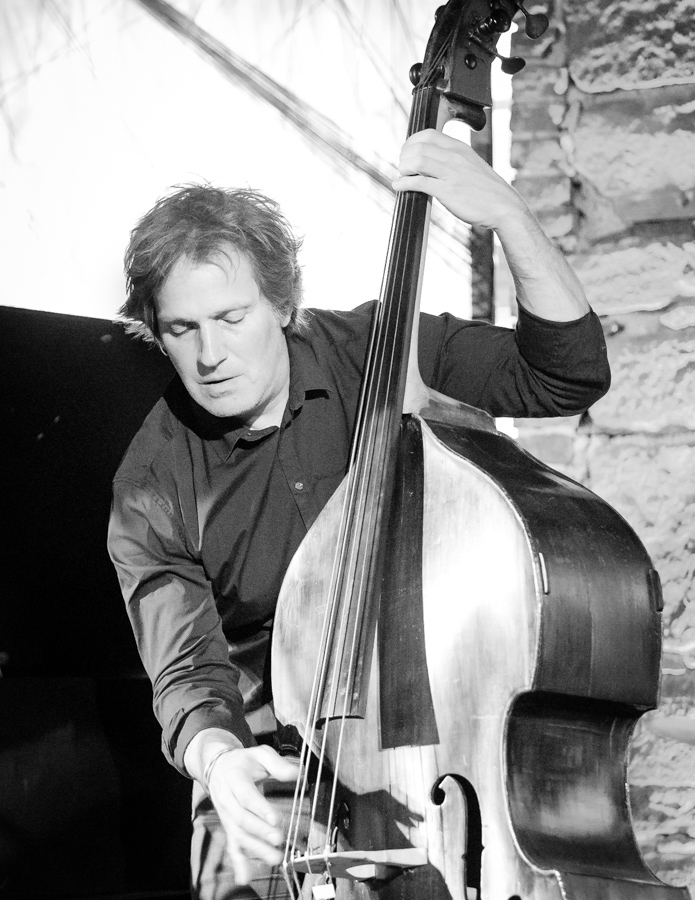
Benjamin Duboc (auf dem Kongsberg Jazzfestival 2018)

Nach Ansicht von Mark Corroto, der das Album in All About Jazz rezensierte,  vergessen manche Hörer im 21. Jahrhundert die Chronologie der Musikentwicklung, und dies gelte insbesondere für den Free Jazz. Es sei nicht nur „als Manna vom Himmel erschienen“, und Lazro wäre sich dieser Entwicklung voll bewusst. 1945 geboren, war er den musikalischen Veränderungen in den USA in den 1960er Jahren und den gleichzeitigen europäischen Reaktionen ausgesetzt. Standards Combustion sei daher als eine Hommage und Anerkennung der maßgeblichen amerikanischen Musiker dieser Bewegung zu verstehen; Aber darüber hinaus sei dies eine elektrisierende Interpretation dieser Free-Jazz-Standards.
Bei „Vigil“, einer Neufassung des Duos von Coltrane mit Elvin Jones, würde Bec einen parallelen Muskelangriff ausführen, der Lazros kraftvolles Tenorsaxophon katapultiere, so Corroto weiter. Mit „Love“ sei dann Duboc an der Reihe, den Tenor zu befeuern, wobei Bec akzentuierte Beckenarbeit einsetze. Der Klang würde an die spirituelle Natur seiner Ursprünge erinnern. Das Gleiche gelte für die Ayler-Cover; Lazro liefere hier eine kraftvolle Interpretation von beidem. In „Mothers“ arbeite Bec einen rollenden Puls à la Sunny Murray, und in „Ghosts“ werde der Kinderreim nachgebildet, der Lazros Gebet in der oberen Lage hervorbringe.